# Terence Dooley
Terence Dooley (Cornualles, Reino Unido, 1950) es un poeta británico y traductor de poesía española. Reside en Cornualles.
Como poeta, es autor de los volúmenes The Why of It (2016), Tocoloro (2023) y The Mystery (2023).
Es traductor literario, especializado en poesía en español. Ha traducido a algunos de los principales poetas contemporáneos españoles, como Eduardo Moga, Mario Martín Gijón, Mercedes Cebrián o Jordi Doce; y argentinos como Mariano Peyrou o Daniel Samoilovich. También es responsable de la traducción de la antología Streets Where to Walk Is to Embark. Spanish Poets in London (1811-2018), seleccionada por Moga (2019), y de Ten Contemporary Spanish Women Poets, recopilada por él mismo (2020). 
Dooley es el albacea literario de Penelope Fitzgerald, de la que ha editado volúmenes de ensayos y cartas. También ha contribuido con sus epílogos en las traducciones al español de novelas de Fitzgerald como El inicio de la primavera (2011), Inocencia (2013), La flor azul (2014) o La librería (2018).
Colabora habitualmente en revistas literarias como The High Window, Long Poem Magazine, Agenda, y Modern Poetry in Translation.

## Poesía
- The Why of It, The Argent Press, 2016.
- Tocoloro, edición bilingüe inglés-español e introducción de Eduardo Moga, epílogos de Mercedes Cebrián, Jordi Doce y Daniel Samoilovich, Madrid: Los Papeles de Brighton, 2023.[6][7]
- The Mystery, Indian King Poets, 2023.

## Antologías en las que aparece
- Dieciséis de Brighton, edición de Eduardo Moga, Madrid: Los Papeles de Brighton, 2023.

## Traducciones
- Eduardo Moga, Selected Poems, Bristol: Shearsman Books, 2017.[8][9]
- Mariano Peyrou, The Year of the Crab, Bristol: Shearsman Books, 2019; selección de la Poetry Book Society para la primavera de 2019.[10]
- Streets Where to Walk Is to Embark. Spanish Poets in London (1811-2018), edición de Eduardo Moga, Bristol: Shearsman Books, 2019.[11][12]
- Mario Martín Gijón, (Sur)rendering, Bristol: Shearsman Books, 2020.[13][14]
- Ten Contemporary Spanish Women Poets, Bristol: Shearsman Books, 2020, selección de la Poetry Book Society para el otoño de 2020; incluye poemas de Pilar Adón, Martha Asunción Alonso, Graciela Baquero, Mercedes Cebrián, María Eloy-García, Berta García Faet, Erika Martínez, Elena Medel, Miriam Reyes y Julieta Valero.[15][16][17]
- Eduardo Moga, My Father, Bristol: Shearsman Books, 2021; selección de la Poetry Book Society para el verano de 2021.[18][19]
- Mercedes Cebrián, Affordable Angst, Bristol: Shearsman Books, 2022.
- Daniel Samoilovich, The Enchanted Isles, Bristol: Shearsman Books, 2022.
- Mariano Peyrou, Possibilities in Shade, Bristol: Shearsman Books, 2023.
- Jordi Doce, Master of Distances, Bristol: Shearsman Books, 2023.[20][21][22]

## Como editor literario
- Penelope Fitzgerald, The Means of Escape [relatos], Londres: HarperCollins, 2001.
- Penelope Fitzgerald, The Afterlife. Essays and Criticism, editado por Terence Dooley con Christopher Carduff y Mandy Kirkby, Nueva York: Counterpoint, 2003.[23]
- Penelope Fitzgerald, A House of Air. Selected Writings [ensayos], editado por Terence Dooley con Mandy Kirkby y Chris Carduff, Londres: HarperCollins, 2005.
- Penelope Fitzgerald, So I Have Thought of You [cartas], Londres: HarperCollins, 2008.
- "Spanish Poetry 2", The High Window, revista digital, Reino Unido, 4 de mayo de 2020.